# Coppa dei Campioni 1988-1989 (pallavolo femminile)
La Coppa dei Campioni di pallavolo femminile 1988-1989 è stata la 29ª edizione del massimo torneo pallavolistico europeo per squadre di club; iniziata con la fase ad eliminazione diretta a partire dal 5 novembre 1988, si è conclusa con la final-four di Bruxelles, in Belgio, il 12 febbraio 1989. Alla competizione hanno partecipato 23 squadre e la vittoria finale è andata per la quinta volta al Volejbol'nyj klub Uraločka.

## Squadre partecipanti
| - Panathīnaïkos - Espanyol - Universität Basel - Hapoël Bat Yam - Dynamo Berlino - BKS - Tungsram - Universitatea Craiova | - Uraločka - Kilmarnock VC - Herentals - Holte - Lohhof - GYM - KFUM Oslo - Rudá Hvězda Praha | - Olimpia Ravenna - Olympus Sneek - CSKA Sofia - Sovereign Leasing - Dinamo Tirana - Vasama Vaasa - Post Wien |

## Prima fase

### Squadre qualificate
- Universität Basel
- Universitatea Craiova
- GYM
- KFUM Oslo
- Olympus Sneek
- Herentals
- Post Wien

## Ottavi di finale

### Squadre qualificate
- Dynamo Berlino
- BKS
- Universitatea Craiova
- Uraločka
- Rudá Hvězda Praha
- Olimpia Ravenna
- Olympus Sneek
- CSKA Sofia

## Quarti di finale

### Squadre qualificate
- Dynamo Berlino
- Uraločka
- Olimpia Ravenna
- CSKA Sofia

## Final-four

### Finali 1º e 3º posto
|  | Semifinali      | Semifinali      | Semifinali      |                 |          | Finale 1º/2º posto | Finale 1º/2º posto | Finale 1º/2º posto |  |
|  |                 |                 |                 |                 |          |                    |                    |                    |  |
|  | Uraločka        | Uraločka        | 3               |                 |          |                    |                    |                    |  |
|  | Uraločka        | Uraločka        | 3               |                 |          |                    |                    |                    |  |
|  | CSKA Sofia      | CSKA Sofia      | 0               |                 |          |                    |                    |                    |  |
|  | CSKA Sofia      | CSKA Sofia      | 0               |                 | Uraločka | Uraločka           | 3                  |                    |  |
|  |                 |                 |                 |                 | Uraločka | Uraločka           | 3                  |                    |  |
|  |                 |                 | Olimpia Ravenna | Olimpia Ravenna | 1        |                    |                    |                    |  |
|  | Olimpia Ravenna | Olimpia Ravenna | Olimpia Ravenna | Olimpia Ravenna | 1        | 3                  |                    |                    |  |
|  | Olimpia Ravenna | Olimpia Ravenna |                 |                 |          | 3                  |                    |                    |  |
|  | Dynamo Berlino  | Dynamo Berlino  | 0               |                 |          | Finale 3º/4º posto | Finale 3º/4º posto | Finale 3º/4º posto |  |
|  | Dynamo Berlino  | Dynamo Berlino  | 0               |                 |          |                    |                    |                    |  |
|  |                 |                 |                 |                 |          |                    |                    |                    |  |
|  |                 |                 |                 |                 |          | Dynamo Berlino     | Dynamo Berlino     | 3                  |  |
|  |                 |                 |                 |                 |          | Dynamo Berlino     | Dynamo Berlino     | 3                  |  |
|  |                 |                 |                 |                 |          | CSKA Sofia         | CSKA Sofia         | 1                  |  |